# وال (مجارستان)
وال (به مجاری:  Vál) یک شهرداری در مجارستان است. وال ۴۰٫۴۸ کیلومتر مربع مساحت و ۲٬۳۹۴ نفر جمعیت دارد.